# Städtisches Klinikum Lüneburg
Das Klinikum Lüneburg ist ein kommunales Krankenhaus in Lüneburg. Es betreibt eine Kooperation mit dem Elbe-Heide-Krankenhausverbund, dem außerdem noch die Elbe Kliniken Stade-Buxtehude, das Krankenhaus Buchholz, das Krankenhaus Winsen und das Heidekreis-Klinikum angehören. Das Klinikum wurde am 1. Oktober 1900 als Städtisches Krankenhaus Lüneburg mit 60 Betten gegründet. Neu- und Erweiterungsbauten folgten 1952, 1972, 1975, 1992, 1996, 1997, 2003, 2005 und seit 2016. Die Klinik ist akademisches Lehrkrankenhaus der Universität Hamburg.

## Struktur
Das Klinikum ist ein Akutkrankenhaus der Schwerpunktversorgung und mit 527 Planbetten als Plankrankenhaus im niedersächsischen Krankenhausplan aufgenommen. Es stellt die medizinische Grundversorgung im Landkreis Lüneburg und im südöstlichen Hamburger Umland sicher.

## Fachabteilungen
- Klinik für Allgemein-, Viszeral- und Thoraxchirurgie
- Klinik für Unfallchirurgie und Orthopädie
- Medizinisches Zentrum
  - Klinik für Allgemeine Innere Medizin und Gastroenterologie
  - Klinik für Kardiologie, Internistische Intensivmedizin und Zentrum für Herzrhythmusstörungen
  - Klinik für Geriatrie
- Klinik für Anästhesiologie, Notfall-, Palliativ- und Operative Intensivmedizin
- Institut für Pathologie
- Klinik für Urologie
- Frauenklinik mit Brustzentrum und Gynäkologischem Krebszentrum
- Institut für Radiologie
- Klinik für Kinder- und Jugendmedizin
- Klinik für Neurologie und Klinische Neurophysiologie
- Klinik für Strahlentherapie und Radioonkologie

## Belegabteilungen
- Abteilung für Hals-, Nasen- und Ohrenheilkunde
- Abteilung für Augenheilkunde
- Abteilung für Mund-, Kiefer- und Gesichtschirurgie
- Abteilung für Hautkrankheiten
- Abteilung für nuklearmedizinische Therapie

## Kooperierende Einrichtungen
- Onkologische Schwerpunktpraxis
- Nephrologische Praxis und Dialyse
- Angiologische Praxis
- Kardiologische Praxis